# Kościół Świętej Trójcy w Bogacicy
Kościół Świętej Trójcy – rzymskokatolicki kościół parafialny znajdujący się w Bogacicy w (gminie Kluczbork) województwa opolskiego.
Należy do dekanatu kluczborskiego w diecezji opolskiej.

## Historia

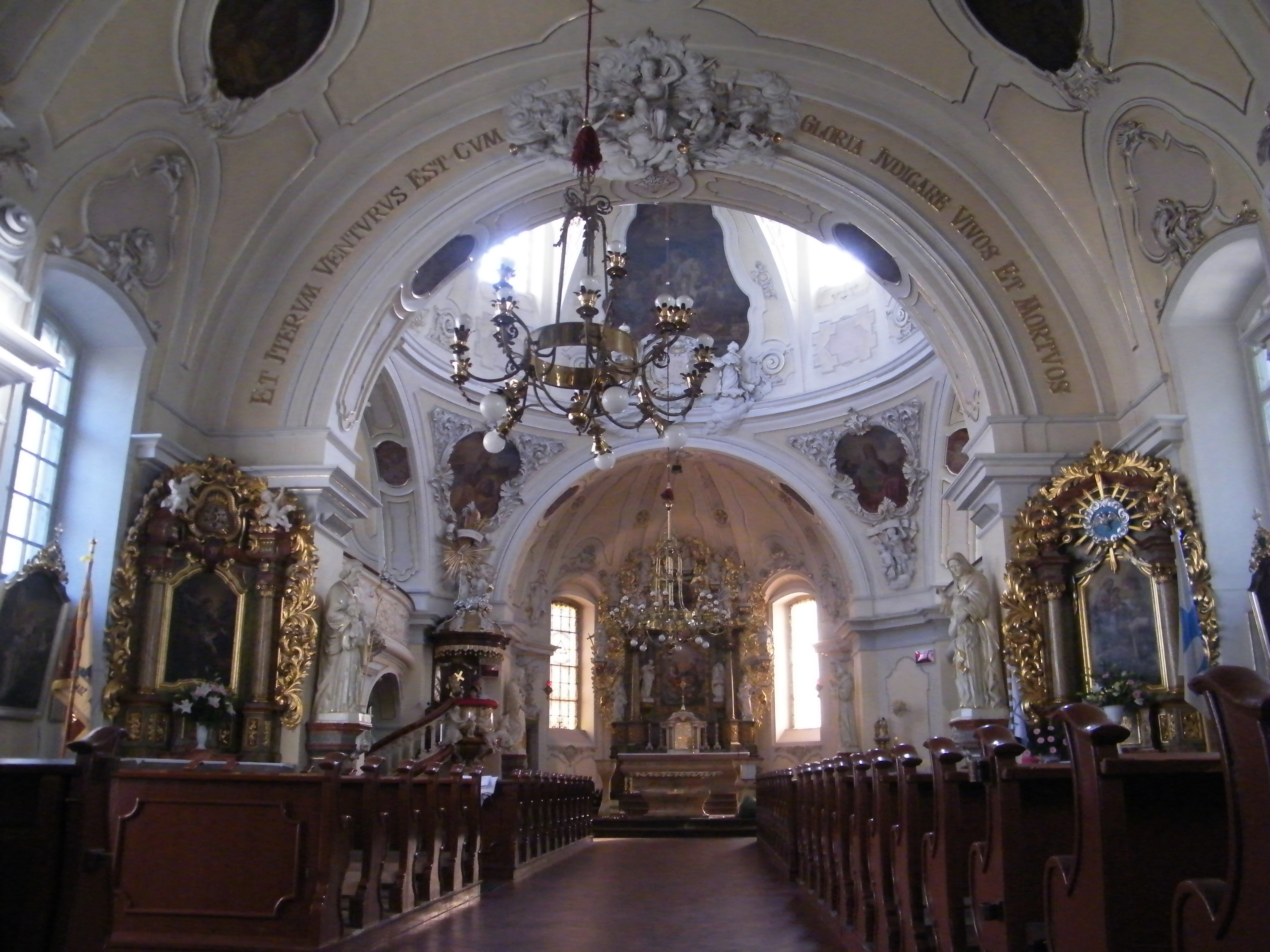
Wnętrze kościoła.

Pierwszy kościół w Bogacicy został wzniesiony w 1597 roku. Fundatorem był ówczesny właściciel wsi, Hans Melchior von Stall de Gross Ellguth.
Był to budynek drewniany, orientowany, czyli z prezbiterium zwróconym w kierunku wschodnim. Miał około 19 metrów długości i 9 metrów szerokości.
Pod koniec XVIII wieku, głównie w związku z prowadzoną przez władze pruskie kolonizacją, nastąpił gwałtowny wzrost ludności. Drewniany kościół okazał się niewystarczający. W związku z czym zlecono Ernestowi Samuelowi Friedlowi wykonanie planów przebudowy kościoła i w latach 1797–1805 wzniesiono obok starego kościoła nowy, murowany, mogący pomieścić 800 osób.
Kościół otrzymał bogaty nie tylko pod względem snycerskim, ale i historycznym wystrój. Retabulum jest barokowe, wykonane zostało w XVII wieku i pochodzi z kościoła oo. Franciszkanów z Namysłowa. Pełna jest rzeźb, gdyż poświęcona została 14 wspomożycielom którzy od XIV wieku cieszyli się na Śląsku dużą popularnością.
Pod koniec XIX wieku w parafii mieszkało około 4,5 tys. osób, toteż w 1894 roku rada parafialna wystąpiła z projektem rozbudowy, który miał polegać na dobudowaniu transeptu i rozbudowie prezbiterium. Pozwolenie uzyskano w 1902 roku, a w 1905 roku rozpoczęto prace. Koszty rozbudowy oceniono na 70 tys. marek.
Po zakończeniu robót murarskich przystąpiono do wyposażenia kościoła. Dużą część wnętrza kościoła pokrywają freski. Poszczególne przedstawiają różne postacie i sceny biblijne, takie jak:
- Pan Jezus na Górze Błogosławieństw
- Uzdrowienie paralityka
- Ostatnia Wieczerza
- Wniebowstąpienie
- Ucieczka z Egiptu
- Pan Jezus błogosławiący dzieci
- Dzieciątko Jezus w Betlejem.

Kościół w Bogacicy uznawany jest za perłę architektury, jest jednym z najpiękniejszych kościołów na Opolszczyźnie.

## Organy
Organy wybudowała firma Schlag & Söhne ok. 1906 roku jako opus 792. Posiadają pneumatyczną trakturę gry.
Dyspozycja instrumentu:
| Manuał I                     | Manuał II                 | Pedał             |
| ---------------------------- | ------------------------- | ----------------- |
| 1. Bordun 16'                | 1. Geigen principal 8'    | 1. Violonbass 16' |
| 2. Principal 8'              | 2. Salicional 8'          | 2. Subbass 16'    |
| 3. Gambe 8'                  | 3. Portunal 8'            | 3. Octavbass 8'   |
| 4. Hohlflöte 8'              | 4. Principal 4'           | 4. Violoncello 8' |
| 5. Gemshorn 8'               | 5. Rohrflöte 4'           | 5. Bassflöte 8'   |
| 6. Quintadena 8'             | 6. Flöte 2'               | 6. Choralbass 4'  |
| 7. Octave 4'                 | 7. Quinte 1 1/3'          | 7. Posaune 16'    |
| 8. Offenflöte 4'             | 8. Progr. harm. 2-3 f. 2' |                   |
| 9. Rauschquinte 2 2/3' u. 2' |                           |                   |
| 10. Mixtur 3-4 f.            |                           |                   |